# Крістіан Лелль
Крістіан Лелль (нім. Christian Lell; нар. 29 серпня 1984, Мюнхен, Німеччина) — німецький футболіст. Захисник «Герти».
Корінний мюнхенець, Лелль прийшов до клубу у дев'ятирічному віці. Із 1993 по 2004 роки він пройшов усі ступені футбольної дитячої підготовки. У складі юнацьких і юніорських команд клубу виграв чемпіонат Німеччини. У сезоні 2003 / 2004 виграв першість Регіональ-ліги у складі аматорського клубу. У тому ж сезоні Крістіан вперше вийшов на поле у складі першої команди і провів чотири матчі у Бундеслізі та один у Кубку Німеччини. У літнє міжсезоння гравець був переданий до оренди ФК «Кельн». У складі нового клубу в першому сезоні Лелль провів 16 матчів у другій Бундеслізі. За результатами чемпіонату 2004/2005 «Кельн» отримав змогу вийти у першу Бундеслігу. В першому ж сезоні в еліті Крістіан надійно закріпився на правому фланзі оборони. Провівши 26 ігор у складі кельнців, Лелль повернувся до рідного клубу. У сезоні 2006/2007, по переході до «Баварії», захиснику не вдалося міцно увійти в основний склад. Він провів 12 матчів у Чемпіонаті Німеччини і чотири гри в рамках Єврокубків. Сама ж команда проведа дуже невдалий як для себе сезон, посівши лише четверте місце у турнірній таблиці. Наступний сезон став для футболіста куди успішнішим. Команда виборола Срібну Салатницю чемпіонів Німеччини, а сам Крістіан став гравцем основного складу. Всього за «Баварію» в рамках Бундесліги в сезоні 2007 / 2008 він провів 29 матчів і забив один гол, у Кубку Німеччини провів 8 матчів, а в Єврокубках — 15 ігор, де відзначився одним забитим м'чем. У червні 2010 року перейшол в берлінськую «Герту».

## Титули та досягнення
- Чемпіон Німеччини: 2008, 2010
- Володар Кубка Німеччини: 2008, 2010
- Володар Кубка німецької ліги: 2007

## Корисні посилання
- Дані про футболіста на сторінці «Баварії» [Архівовано 2 липня 2008 у Wayback Machine.] (нім.)
- Статистики кар'єри на footballdatabase.com [Архівовано 10 квітня 2008 у Wayback Machine.] (англ.)
- Ігри та голи у чемпіонаті Німеччини (fussballdaten.de) [Архівовано 26 березня 2010 у Wayback Machine.] (нім.)